# Zapote Domingo
Zapote Domingo är en ort i Mexiko.   Den ligger i kommunen Tuxpan och delstaten Veracruz, i den sydöstra delen av landet, 230 km nordost om huvudstaden Mexico City. Zapote Domingo ligger 60 meter över havet och antalet invånare är 226.
Terrängen runt Zapote Domingo är platt. Runt Zapote Domingo är det ganska tätbefolkat, med 116 invånare per kvadratkilometer. Närmaste större samhälle är Tihuatlan, 11,3 km sydväst om Zapote Domingo. Trakten runt Zapote Domingo består till största delen av jordbruksmark.